# Barite
La barite (conosciuta anche come Baritina, nome in disuso) è un minerale di bario appartenente al gruppo omonimo; consiste di solfato di bario, ha densità relativa 4,5 e durezza 3 nella scala di Mohs. È un solido cristallizzante nel sistema ortorombico, si presenta generalmente incolore o bianco allo stato puro, può essere anche colorato in giallo o azzurro. Costituisce la ganga di vari metalli.

## Etimologia
Deriva dal termine greco barys (pesante), in riferimento al suo elevato peso specifico.

## Abito cristallino
Si presenta in cristalli con abiti molto diversi, spesso ricchi di facce, tabulari, fibrosi, oppure in cristalli prismatici da tozzi a lunghi, oppure ancora in forma lamellare con cristalli appiattiti e concresciuti.

## Origine e giacitura
Si trova come ganga di filoni idrotermali di media e bassa temperatura. Si trova anche in vene e cavità di sostituzione nei calcari e nelle dolomie, associata a minerali metalliferi, calcite e quarzo. Compare anche in depositi chimici di sorgenti termali e in depositi chimici dei diaspri ferro-manganeisici e nelle cavità di rocce basaltiche.

## Forma in cui si presenta in natura
I cristalli della barite sono prevalentemente tabulari, limpidi o variamente colorati, ma può anche presentarsi in aggregati crestati (che ricordano un profilo montagnoso), in rosette o aggregati granulari. Si riconosce facilmente per l'elevato peso specifico, la mancanza di effervescenza al contatto con gli acidi e per la sfaldatura in forme di parallelepipedo.

## Utilizzi

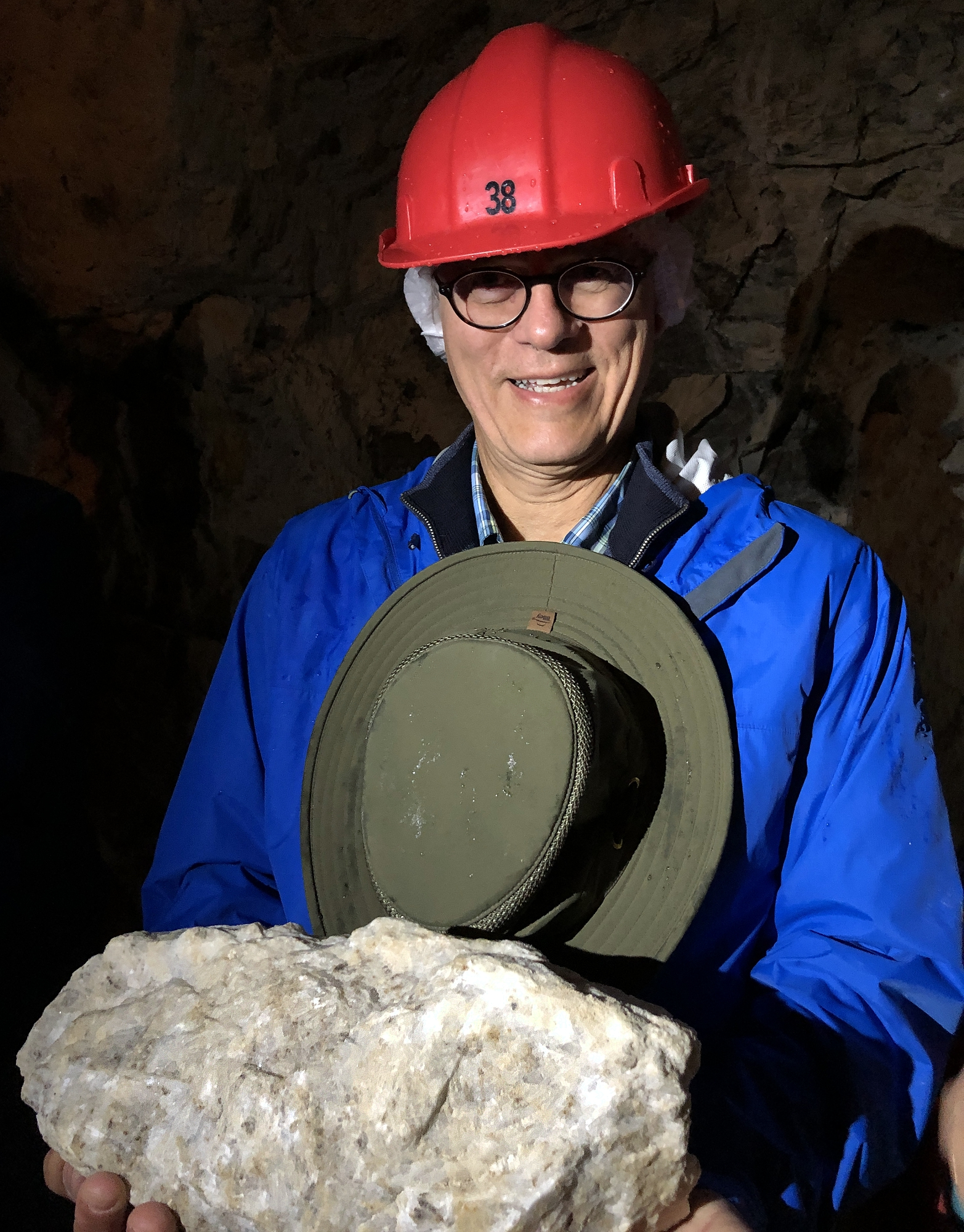
Barite in una miniera italiana

Principale fonte di bario nel mondo. Usato anche per la preparazione di altri composti di bario.
In forma granulare viene mischiata al cemento allo scopo di migliorarne le proprietà schermanti nei confronti delle radiazioni (Calcestruzzo Baritico); In forma polverulenta con dimensioni di 70 micron viene utilizzata insieme alla bentonite per formare i fanghi delle perforazioni petrolifere; impiegata anche come mezzo di contrasto, somministrati oralmente o per via rettale per aumentare il contrasto degli esami medici radiografici del sistema digestivo; usata anche nella produzione di carta e gomma e per la produzione di pigmento bianco pregiato (ad es. litopone).

## Storia
La barite, una volta macinata e calcinata, si trasforma in solfuro di bario, di cui all'inizio del secolo XVII si osservò la capacità di trattenere la luce solare e riemetterla per un certo tempo; questa scoperta, avvenuta a Bologna, rappresenta la prima osservazione del fenomeno della fosforescenza. In seguito a questa scoperta, la barite divenne nota come Pietra di Bologna o, meno frequentemente, come pietra luciferina, pietra di luna, spongia lucis (spugna di luce), lapis illuminabilis (pietra illuminabile), lapis lucifer e pietra fosforica (in entrambi i casi, "portatrice di luce") e phosphorus.
Alla barite già baritina o solfato di bario si riferisce probabilmente Blaise Pascal quando parla di Spongia Solis nei "Pensieri": cap V Miseria e Grandezza dell'Uomo, par 2 Le facoltà ingannatrici, lett c) l'immaginazione, n. 246.

## Varietà
La radiobarite è una varietà di barite contenente radio.

## Luoghi di ritrovamento
Cristalli ben formati provengono da Alston (Cumbria, Inghilterra), Baia Sprie (Romania), Příbram (Repubblica Ceca), Freiberg (Germania), Elk Creek (Dakota del Sud) e altrove negli USA, nel Sahara. 

In Italia si ritrova a Storo (Trento), in una miniera a Catanzaro con linarite e connellite, Cortabbio (Lecco), In Sardegna nelle località di Nuxis (nella varietà "mielata"), Guspini, Villamassargia (varietà a punta di lancia) e Fluminimaggiore. Nei pressi di Bologna (Parco di Monte Paderno), nella Riserva naturale Calafuria (Livorno) e nell'Appennino piacentino.

## Curiosità
Nel romanzo autobiografico della Ginzburg Lessico famigliare, una parente dell’autrice è soprannominata in famiglia “la barite” perché ripete spesso cosa aveva appreso sulla presenza, ubiquitaria e massiccia, della barite in qualsiasi composto (secondo lei, persino nel pane).